# 米卡埃尔·安德松 (1966年)
米卡埃尔·安德松（瑞典語：Mikael Andersson，1966年5月10日—），瑞典男子冰球运动员，场上位置是前锋。他曾代表瑞典国家队参加1998年冬季奥林匹克运动会冰球比赛，获得第5名。